# Impatiens pyrrhotricha
Impatiens pyrrhotricha är en balsaminväxtart som beskrevs av Friedrich Anton Wilhelm Miquel. Impatiens pyrrhotricha ingår i släktet balsaminer, och familjen balsaminväxter. Utöver nominatformen finns också underarten I. p. grandis.